# Topologie (chimie)
Pour les articles homonymes, voir Topologie (homonymie).
En chimie, la topologie est le champ des principes et méthodes propres à décrire et à prédire la structure moléculaire dans les contraintes de l'espace tridimensionnel (3D). Compte tenu des déterminants de la liaison chimique et des propriétés chimiques des atomes, la topologie fournit un modèle pour expliquer comment les fonctions d'ondes éthérées des atomes doivent s'emboîter. La topologie moléculaire est une partie de la chimie mathématique traitant de la description algébrique des composés chimiques permettant ainsi une caractérisation unique et facile de ceux-ci.
La topologie est insensible aux détails d'un champ scalaire et peut souvent être déterminée à l'aide de calculs simplifiés. Les champs scalaires tels que la densité électronique, le champ de Madelung, le champ covalent et le potentiel électrostatique peuvent être utilisés pour modéliser la topologie.
Chaque champ scalaire a sa propre topologie distincte et chacun fournit des informations différentes sur la nature de la liaison chimique et de la structure. L'analyse de ces topologies, combinée à une théorie électrostatique simple et à quelques observations empiriques, conduit à un modèle quantitatif de liaison chimique localisée. Dans le processus, l'analyse donne un aperçu de la nature de la liaison chimique.
La topologie appliquée explique comment les grosses molécules atteignent leurs formes finales et comment les molécules biologiques réalisent leur activité.
La topologie de circuit est une propriété topologique des polymères linéaires pliés. Il décrit la disposition des contacts intra-chaîne. Les contacts peuvent être établis par des interactions intra-chaîne, appelées contacts durs (h-contacts de hard-contact), ou via un enchevêtrement de chaîne ou des contacts souples (s-contacts de soft contacts). Cette notion a été appliquée à l'analyse structurale de biomolécules telles que les protéines, les ARN et le génome.

## Indices topologiques
Il est possible d'établir des équations corrélant des relations quantitatives directes de structure-activité avec des propriétés expérimentales, généralement appelées indices topologiques (IT). Les indices topologiques sont utilisés dans le développement de relations quantitatives structure-activité (QSAR) dans lesquelles l'activité biologique ou d'autres propriétés des molécules sont corrélées avec leur structure chimique.